# Marek Jankulovski
Marek Jankulovski (født 9. maj 1977) er en tjekkisk tidligere fodboldspiller. Han har blandt andet spillet for den italienske klub AC Milan, hvor han var med til at vinde Champions League i 2007.
Før Jankulovski skiftede til Milan, spillede han for Banik Ostrava (1994-2000), Napoli (2000-02) og Udinese (2002-05). For det tjekkiske landshold har han optrådt ved EM 2000, EM 2004, EM 2008 og VM 2006.
Jankulovski kom til Milan ved begyndelsen af sæsonen 2005-06 efter sin hidtil bedste sæson på topniveau for Udinese. I sin første sæson i Milan havde han svært ved at finde formen, men blev en af Milans vigtigste brikker i sæsonen 2006-07; med tre scoringer – blandt andet et langskud fra 20 meter imod Livorno.
Den 23. maj 2007 var Jankulovski med til at vinde Champions League-finalen imod Liverpool FC med 2-1 – hans ubetinget største triumf i karrieren. Den 31. august 2007 scorede han Milans andet mål i sejren over Sevilla i den Europæiske Super Cup.
Den 28. maj 2008 blev Marek Jankulovski kåret til årets fodboldspiller i Tjekkiet, foran Chelsea-keeper Petr Čech.